# アダム氏とマダム

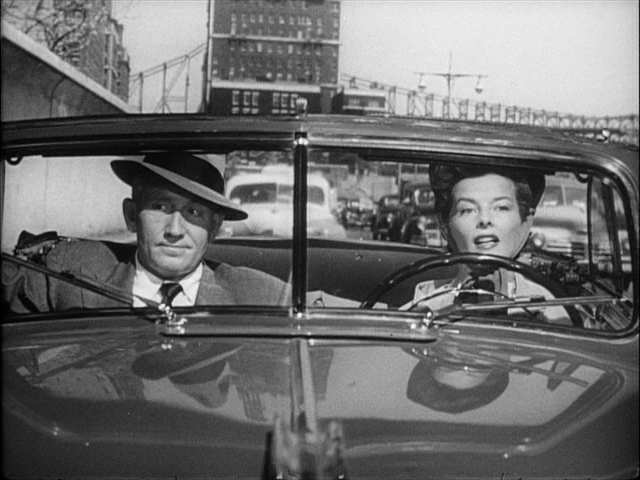
トレイシー（左）とヘプバーン（右）

『アダム氏とマダム』（アダムしとマダム、Adam's Rib）は、1949年に製作・公開されたアメリカ合衆国のロマンティック・コメディ映画である。原題は女性の意味である「アダムの肋骨」。
女優ルース・ゴードンが夫ガーソン・ケニンと共に脚本を執筆、ジョージ・キューカーが監督、スペンサー・トレイシーとキャサリン・ヘプバーンが検事捕と弁護士の夫妻に扮して主演した。

## ストーリー
ドリス・アッティンジャーは、浮気をしている夫のウォーレンの後をつけて、夫と愛人に向けて発砲して逮捕される。アダムとアマンダ夫婦は、検事補と弁護士としてドリスの事件に関わり、対立する。

## キャスト
- アダム・ボナー - スペンサー・トレイシー：検事捕。
- アマンダ・ボナー - キャサリン・ヘプバーン： アダムの妻。弁護士。
- ドリス・アッティンジャー - ジュディ・ホリデイ
- ウォーレン・アッティンジャー - トム・イーウェル： ドリスの夫。
- キップ・ルリー - デヴィッド・ウェイン： 作曲家。

## スタッフ
- 監督：ジョージ・キューカー
- 製作：ローレンス・ワインガーテン
- 脚本：ルース・ゴードン、ガーソン・ケニン
- 音楽：ミクロス・ローザ
- 撮影監督：ジョージ・J・フォルシー
- 編集：ジョージ・ベームラー
- 美術：セドリック・ギボンズ、ウィリアム・フェラーリ
- 装置：エドウィン・B・ウィリス
- キャサリン・ヘプバーンの衣装：ウォルター・プランケット
- 録音：ダグラス・シアラー

## 製作
撮影期間は1949年5月31日から同年7月まで。

## 作品の評価

### 映画賞ノミネーション
- アカデミー脚本賞：ルース・ゴードン、ガーソン・ケニン
- ゴールデングローブ賞 助演女優賞：ジュディ・ホリデイ

### その他
- アメリカ国立フィルム登録簿に1992年に登録[4]
- AFI アメリカ喜劇映画ベスト100 第22位
- AFI 10ジャンルのトップ10「ロマンティック・コメディ映画」第7位